# گیم آواردز ۲۰۱۴
گیم آواردز ۲۰۱۴ (انگلیسی: The Game Awards 2014) نام مراسم اهدا جوایز به بهترین بازی‌های سال ۲۰۱۴ می‌باشد. این مراسم برای اولین بار با نام گیم آواردز برگزار شد و پیش از این با نام جوایز بازی‌های کامپیوتری اسپایک برگزار می‌شد. این برنامه در لاس وگاس در ۵ دسامبر ۲۰۱۴ برگزار شد. در این مراسم عصر اژدها: تفتیش عقاید بهترین بازی سال شد و همچنین این بازی بیشترین جوایز را به همراه سرنوشت در این مراسم با دریافت دو جایزه کسب کرد.

## بازی‌های معرفی شده
بازی‌های معرفی شده به صورت پیش نمایش که قصد انتشار در آینده را دارند در این مراسم معرفی شدند که به شرح زیر است.
- سوپر ماریو میکر
- افسانه زلدا: نفس وحش
- متال گیر سالید ۵: فانتوم پین
- بتلفیلد هاردلاین
- بلادبورن
- آنتیل داون
- دی اوردر: ۱۸۸۶
- ویچر ۳: شکار وحشیانه
- آسمان هیچ‌کس

## نامزدهای جوایز اصلی
| بهترین بازی سال | بهترین شرکت سازنده |
| --- | --- |

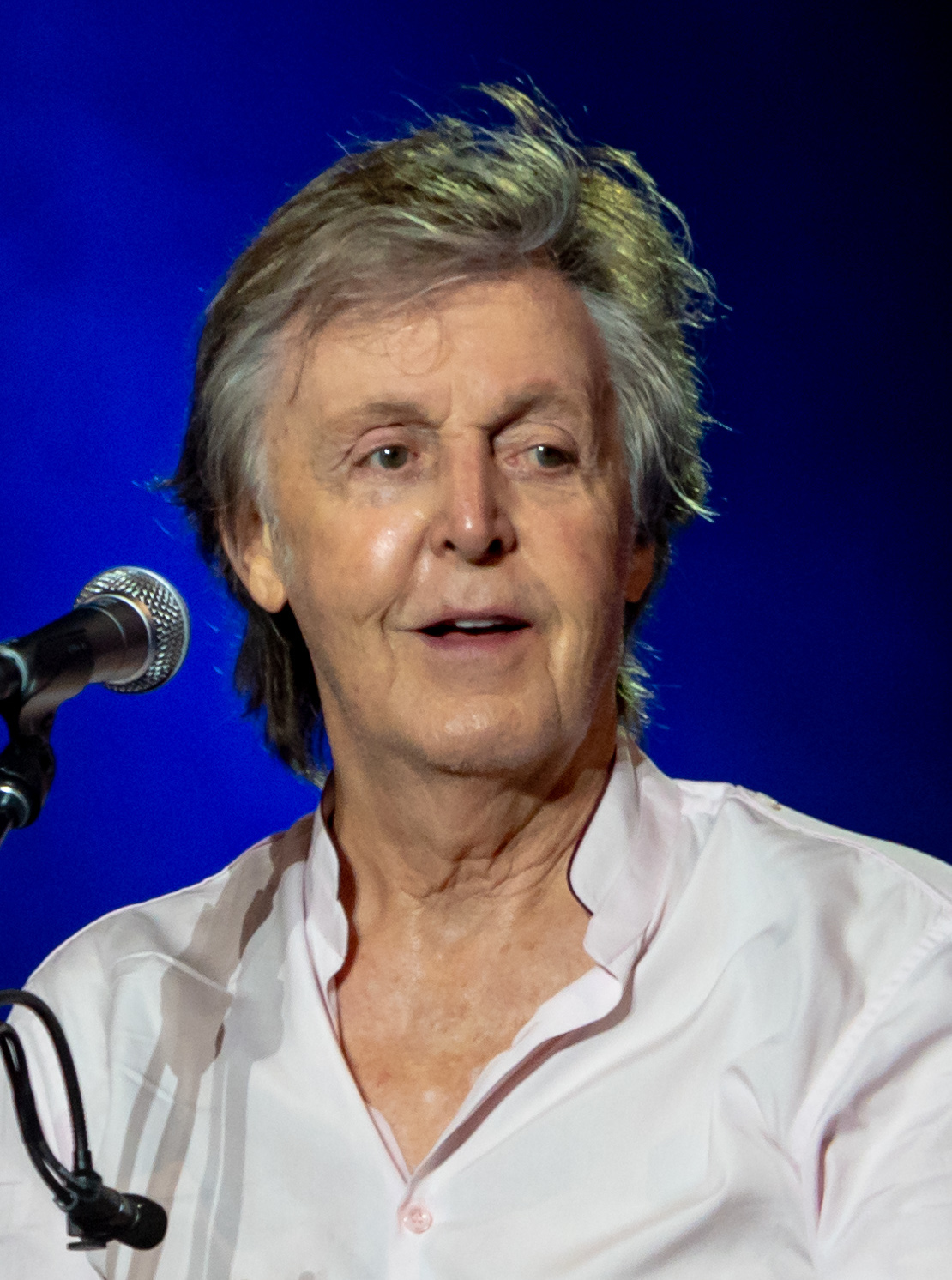
پل مک‌کارتنی برنده جایزه بهترین موسیقی برای بازی سرنوشت.

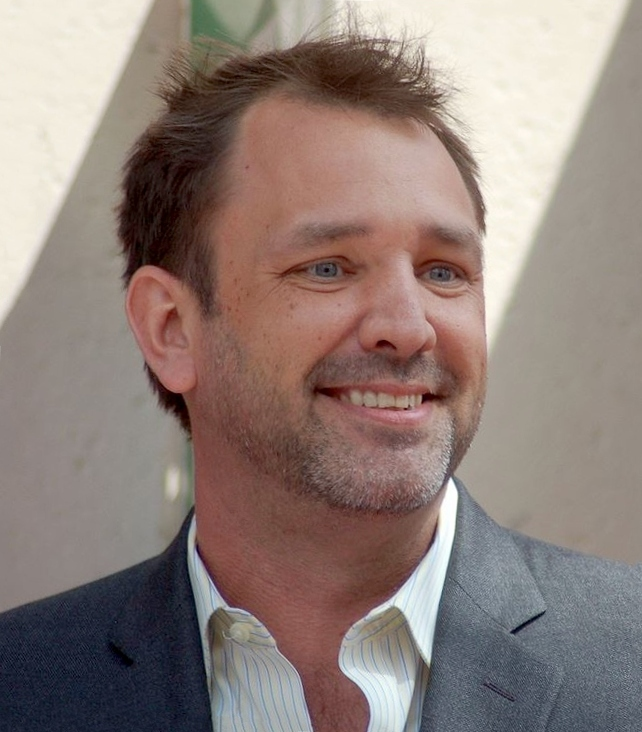
تری پارکر برنده بهترین صداگذاری شخصیت برای ساوت پارک: چوب حقیقت.

| - عصر اژدها: تفتیش عقاید – بایوور - بایونتا ۲ – پلاتینیوم گیمز - دارک سولز ۲ – فرام سافتور - قلب سنگی: قهرمانان وارکرفت – بلیزارد انترتینمنت - سرزمین میانه: سایه موردور – مونولیث پروداکشنز                                                                                       | - نینتندو - بلیزارد انترتینمنت - مونولیث پروداکشنز - تل‌تیل گیمز - یوبی‌سافت مونترآل |
| بهترین بازی مستقل | بهترین بازی موبایل |
| - شوالیه بیل – Yacht Club Games - Broken Age Act I – دابل فاین پروداکشنز - دره بقعه – Ustwo - Transistor – سوپرجاینت گیمز - ناپدید شدن ایتن کارتر – The Astronauts | - قلب سنگی: قهرمانان وارکرفت – بلیزارد انترتینمنت - Bravely Default – اسکوئر انیکس - دره بقعه – Ustwo - Super Smash Bros. for Nintendo 3DS – and باندای نامکو انترتینمنت - Threes – Sirvo                                                   |
| بهترین داستان | بهترین موسیقی |
| - قوی‌دلان: جنگ جهانی اول – یوبیسافت - ساوت پارک: چوب حقیقت – ساوت پارک - مردگان متحرک: فصل دوم – تل‌تیل گیمز - گرگی در میان ما – تل‌تیل گیمز - ولفنشتاین: نظام نوین – مشین‌گیمز | - سرنوشت – کاری از پل مک‌کارتنی - بیگانه: جداسازی –کاری از سم کوپر - فرزند روشنایی – کاری از کر ده پیرات - Sunset Overdrive – کاری از بوریس سالشو - Transistor –کاری از دارن کرب                                                             |
| بهترین عملکرد | بیشترین تغییر |
| - تری پارکر در نقش‌های مختلف – ساوت پارک: چوب حقیقت - آدام هرینگتون در نقش بیگبی ولف – گرگی در میان ما - کوین اسپیسی در نقش جاناتان آیرونز – ندای وظیفه: جنگاوری پیشرفته - ملیسا هاتچیسون در نقش کلمنتاین – مردگان متحرک: فصل دوم - تروی بیکر as Talion – سرزمین میانه: سایه موردور | - قوی‌دلان: جنگ جهانی اول – یوبیسافت - Mountain – David OReilly - Never Alone – Upper One Games and E-Line Media - آخرین بازمانده از ما: رهاشده – ناتی داگ - جنگ مین – بیت استودیو ۱۱                                                        |
| بهترین بازی اکشن | بهترین بازی ماجراجویی |
| - فار کرای ۴ – یوبی‌سافت مونترآل - ندای وظیفه: جنگاوری پیشرفته – اسلج‌همر گیمز - سرنوشت – بانجی - تایتانفال – رسپاون اینترتینمنت - ولفنشتاین: نظام نوین – مشین‌گیمز | - سرزمین میانه: سایه موردور – مونولیث پروداکشنز - اساسینز کرید: وحدت – یوبی‌سافت مونترآل - بیگانه: جداسازی – کریتیو اسمبلی - بایونتا ۲ – پلاتینیوم گیمز - Sunset Overdrive – اینسامنیاک گیمز                                                 |
| بهترین بازی نقش آفرینی | بهترین بازی مبارزه ای |
| - عصر اژدها: تفتیش عقاید – بایوور - Bravely Default – اسکوئر انیکس - دارک سولز ۲ – فرام سافتور - Divinity: Original Sin – لاریان استودیوز - ساوت پارک: چوب حقیقت – آبسیدین انترتینمنت                                                                                              | - Super Smash Bros. for Wii U – باندای نامکو انترتینمنت - Killer Instinct: Season Two – اکس‌باکس گیم استودیوز - Persona 4 Arena Ultimax – آرک سیستم - Super Smash Bros. for Nintendo 3DS – باندای نامکو انترتینمنت - مبارز خیابانی ۴ – کپ‌کام |
| بهترین بازی خانوادگی | بهترین بازی ورزشی |
| - Mario Kart 8 – نینتندو - Disney Infinity: Marvel Super Heroes – آوالانچه - Fantasia: Music Evolved – هارمونیکس - Skylanders: Trap Team – تویز فور باب و بیناکس - Tomodachi Life – نینتندو                                                                                        | - Mario Kart 8 – نینتندو - فیفا ۱۵ – الکترونیک آرتس کانادا - فورتزا هورایزن ۲ – پلی‌گراند گیمز و ترن ۱۰ استودیوز - ان‌بی‌ای ۲کا۱۵ – Visual Concepts - Trials Fusion – یوبیسافت                                                                 |
| بهترین بازی آنلاین | بهترین دوباره سازی |
| - سرنوشت – بانجی - ندای وظیفه: جنگاوری پیشرفته – اسلج‌همر گیمز و ریون سافتور - دارک سولز ۲ – فرام سافتور - قلب سنگی: قهرمانان وارکرفت – بلیزارد انترتینمنت - تایتانفال – رسپاون اینترتینمنت                                                                                         | - اتومبیل‌دزدی بزرگ ۵ – راک‌استار نورث - هیلو: مجموعه مستر چیف& بانجی - Pokémon Omega Ruby and Alpha Sapphire – گیم فریک - آخرین بازمانده از ما – ناتی داگ - تامب رایدر – کریستال داینامیکس                                                   |

### تعداد نامزدها
| تعداد نامزدی‌ها | نام بازی                    |
| -------------- | --------------------------- |
| ۳              | ندای وظیفه: جنگاوری پیشرفته |
| ۳              | دارک سولز ۲                 |
| ۳              | سرنوشت                      |
| ۳              | قلب سنگی: قهرمانان وارکرفت  |
| ۳              | سرزمین میانه: سایه موردور   |
| ۳              | ساوت پارک: چوب حقیقت        |
| ۲              | بیگانه: جداسازی             |
| ۲              | بایونتا ۲                   |
| ۲              | عصر اژدها: تفتیش عقاید      |
| ۲              | دره بقعه                    |
| ۲              | تایتانفال                   |
| ۲              | قوی‌دلان: جنگ جهانی اول      |
| ۲              | مردگان متحرک: فصل دوم       |
| ۲              | گرگی در میان ما             |
| ۲              | ولفنشتاین: نظام نوین        |

| تعداد جوایز | نام بازی               |
| ----------- | ---------------------- |
| ۲           | سرنوشت                 |
| ۲           | عصر اژدها: تفتیش عقاید |
| ۲           | قوی‌دلان: جنگ جهانی اول |